# Gonomyia (Neolipophleps) aequidens
Gonomyia (Neolipophleps) aequidens is een tweevleugelige uit de familie steltmuggen (Limoniidae). De soort komt voor in het Neotropisch gebied.